# بی‌بی‌سی فارسی

لوگوی قدیمی بخش فارسی بی‌بی‌سی

بخش فارسی بی‌بی‌سی، زیرمجموعه‌ای از سرویس جهانی بی‌بی‌سی است که به زبان فارسی از طریق رادیو، اینترنت و تلویزیون، فعالیت خبری و رسانه‌ای می‌کند. هم‌اکنون رزیتا لطفی ریاست این بخش را بر عهده دارد. این شبکه با بودجه ۲۳٫۴ میلیون دلاری وزارت امور خارجه و مشترک‌المنافع بریتانیا اداره می‌شد اما از آوریل ۲۰۱۴، هزینه آن از طریق حق اشتراک تلویزیون در بریتانیا تأمین می‌شود. البته بخش فارسی بی‌بی‌سی مدعی‌ست که با وجود این، رویکرد مستقلی نسبت به وزارت امور خارجه بریتانیا راجع به رویدادها دارد. در حالی که برخی رسانه‌های ایرانی معتقدند بودجه این سازمان از سوی ارگان‌های دولتی بریتانیا تأمین می‌شود و برای راه‌اندازی بی‌بی‌سی فارسی بیش از ۲۶۵ میلیون پوند هزینه شده رسانه‌های ایران، بخش فارسی بی‌بی‌سی را به عنوان اهرمی علیه منافع و امنیت ملی ایران قلمداد می‌کنند. در جریان انقلاب ۱۳۵۷، به علت انتقادات سنگین این رسانه علیه حکومت محمدرضا پهلوی و حمایت خود از جریان‌های اسلام‌گرایی و شخص آیت‌الله خمینی، نام مستعار «آیت‌الله بی‌بی‌سی» به این رسانه نسبت داده شد. تاکنون برخی از اعضای بی‌بی‌سی فارسی در ایران بازداشت شده‌اند. سوم آبان ۱۳۹۶، به دلیل اقدامات قضایی مقامات جمهوری اسلامی ایران و آزار و اذیت‌های مکرر علیه ۱۵۰ نفر از کارمندان این بخش خبری و خانواده‌های آن‌ها در ایران، بی‌بی‌سی شکایتی با قید فوریت را به دیوید کی گزارشگر ویژه حمایت و ترویج حق آزادی بیان و عقیده سازمان سازمان ملل و همچنین عاصمه جهانگیر گزارشگر ویژه آن سازمان در امور حقوق بشر ایران ارائه کرد. سعیده هاشمی در این گزارش از گروگان گرفته شدن خواهرش توسط مقامات ایران برای ترغیب وی به جاسوسی از امور داخلی بی‌بی‌سی گفته‌است.

## تاریخچه

### تأسیس
بنگاه سخن‌پراکنی بریتانیا (British Broadcasting Corporation) B.B.C در ۱۹۲۷ میلادی (۱۳۰۶ خ) تأسیس شد و انحصار برنامه‌های رادیو و سپس تلویزیون در انگلستان به آن واگذار شد. در آغاز کلیه هزینه‌های این سازمان در بودجه عمومی کشور منظور و به وسیله وزارت خارجه پرداخت می‌شد، ولی در سال‌های بعد، مالیاتی معادل یک لیره در سال از هر دستگاه رادیو و سه لیره از هر دستگاه تلویزیون از مردم اخذ و به آن پرداخت شد و این سازمان توانست با دریافت این وجوه و بولتن‌های خبری و انتشارات گوناگون، بخشی از بودجه خود را تأمین کند و کمک دولت به آن کاهش یافت.

### سرویس جهانی
از ابتدای تأسیس سرویس جهانی در منشورها و اساسنامه‌ها و گفته‌های مسئولان ارشد بریتانیا از جمله دستورالعمل کلمنت آتلی نخست‌وزیر در سال ۱۹۴۶م (۱۳۲۵ خ) ضمن تأکید بر ضرورت توجه این رسانه به پیروی از سیاست‌های امپراتوری و منافع ملی آن کشور، در انجام کار خود مستقل عمل کند. این استقلال عمل در امور روزمره را دربارهٔ شبکه‌های داخلی بی‌بی‌سی تا حدی می‌توان پذیرفت؛ چرا که بودجه هنگفت این شبکه‌ها از مالیات مستقیم و سالانه مردم تأمین می‌شود، ولی بودجه سرویس جهانی مستقیماً از سوی وزارت خارجه آن کشور تأمین شده و بخش جهانی رسماً از نظر اداری زیرمجموعه و تحت دستگاه دیپلماسی لندن محسوب می‌شود و سیاست‌های کلان آن مرتباً به شکل مستقیم یا غیرمستقیم تحت نظارت مسئولان دولتی یا نمایندگان آنان قرار دارد.
از ابتدای تأسیس بی‌بی‌سی همواره گروهی از نخبگان سیاسی و اقتصادی صاحب‌نفوذ و سیاستمدار وفادار از احزاب اصلی به عنوان شورای حکام، هیئت امنا، هیئت مدیره (در دوره‌های مختلف این اسامی فرق کرده‌است) با پیشنهاد دولت و حزب حاکم و با فرمان‌های سلطنتی برای دوره‌های مشخص منصوب شده‌اند تا ضمن معرفی و انتصاب مدیرکل (به عنوان مهم‌ترین مقام اجرایی) راهبردها و سیاست‌های کلان این بنگاه از جمله نحوه هزینه‌کرد منابع را تعیین کنند.
بخش بین‌المللی شبکه بی‌بی‌سی در دسامبر ۱۹۳۲م (۱۳۱۱ خ) با عنوان «سرویس امپراتوری بی‌بی‌سی» (BBC Empire Service) به زبان بریتانیای آغاز به کار کرد. نام جدید سرویس جهانی بی‌بی‌سی را از سال ۱۹۸۸م (۱۳۶۷ خ) جایگزین آن کردند. از ابتدای تأسیس سرویس جهانی و بخش فارسی آن تاکنون، این شبکه در بین مخاطبان خود در ایران و دیگر کشورهای فارسی زبان با دو تلقی متفاوت و حتی متنافر مواجه بوده‌است: یکی به عنوان رسانه‌ای وابسته و پیوسته به وزارت خارجه بریتانیا یا یک امکان جهانی برای گسترش جریان آزاد رسانه‌ای.

### بخش فارسی
رادیو فارسی بی‌بی‌سی در سال ۱۹۴۰ (۱۳۱۹ خ) یکسال پیش از اشغال ایران در شهریور ۱۳۲۰ برای زمینه‌سازی افکار عمومی ایرانیان تأسیس شد. این رادیو به‌تدریج جانشین بخش فارسی رادیو دهلی شد. اینکار با سیاست‌گذاری هم‌زمان در لندن و تهران صورت گرفت. در تهران بخش مطبوعاتی سفارت بریتانیا، آن لمبتون (Ann Lambton) و ریدر ویلیام بولارد سفیر بریتانیا بودند. نخستین سردبیر بی‌بی‌سی در لندن (مدیران بریتانیای بودند) حسن موقر بالیوزی فرزند موقرالدوله بالیوزی وزیر فواءد عامه در کابینه سیدضیاء بود.
در ۶ فروردین ۱۴۰۲ رادیو فارسی بی‌بی‌سی تعطیل شد.

## بودجه و هزینه
بودجه سالیانه بی‌بی‌سی بالغ بر ۴ میلیارد و ۷۲۲ میلیون پوند است. بودجه شبکه تلویزیونی بی‌بی‌سی فارسی در سال ۲۰۱۴ به گفته رئیس سابق بخش فارسی بی‌بی‌سی برابر با ۱۵ میلیون پوند در سال بوده که توسط وزارت امور خارجه بریتانیا پرداخت شده‌است. در سال ۲۰۱۶، میانگین حقوق سالیانه کارمندان شبکه جهانی بی‌بی‌سی ۴۳ هزار پوند بوده‌است.

## سرویس‌ها

### رادیویی
«بی‌بی‌سی که در ۵۷ «رادیو انقلاب» بود و در آن روزهای شوم، در قالب «خبر»، مسیر «تظاهرات»ها را اعلام می‌کرد.»
علیرضا کیانی – مجلهٔ فریدون

رادیوی فارسی بی‌بی‌سی در ۲۹ دسامبر ۱۹۴۰ میلادی (۸ دی ۱۳۱۹ خورشیدی) در اوایل جنگ جهانی دوم و برای رقابت با بخش فارسی رادیو برلین راه‌اندازی شد و آماج برنامه‌های خود را به سود پادشاهی بریتانیا و ضد حکومت آلمان گذارد. نخستین گوینده رادیوی بی‌بی‌سی فارسی حسن موقر بالیوزی بود. برنامه‌های رادیوی فارسی بی‌بی‌سی در بدو امر فقط چهار روز در هفته (شب‌های یکشنبه، دوشنبه، سه شنبه و چهارشنبه) پخش می‌شد که هر نوبت نیز از ۱۵ دقیقه تجاوز نمی‌کرد و آن هم فقط اختصاص به پخش اخبار داشت. اما پس از سه ماه، برنامه این رادیو به پنج و سپس به هفت نوبت در هفته افزایش یافت. سپس با گذشت دو سال از تأسیس و مقارن با زمانی که متفقین درگیر نبرد دوم العلمین علیه ورماخت بود، ۱۵ دقیقه دیگر به زمان پخش برنامه رادیوی فارسی بی‌بی‌سی اضافه شد.
برنامه‌های فارسی رادیو بی‌بی‌سی (از جمله بامدادی، نیمروزی، شامگاهی، آسیای میانه و روز هفتم) به صورت زنده بر روی وبگاه فارسی قابل دریافت است. این رادیو با همکاری گروهی از روزنامه‌نگاران ایرانی پیشتر ساکن ایران اداره می‌شود. از جمله برنامه‌های پرطرفدار رادیوی فارسی بی‌بی‌سی، نامه‌ای از لندن است که سری برنامه‌هایی است به قلم و صدای علیزاده طوسی که در آن‌ها، او هر هفته با صدای خودش به بیان یکی از تجربه‌های شخصی یا برداشت‌هایش با امثال و واژگان فارسی می‌پردازد.
در اوایل سال ۲۰۲۲ سرویس جهانی بی‌بی‌سی اعلام کرد در راستای تغییرات راهبردی با هدف تمرکز بر پایگاه‌های دیجیتال برخی از رادیوهای بخش‌های مختلف این رسانه را تعطیل خواهد کرد. در ۶ فروردین ۱۴۰۲ رادیو فارسی بی‌بی‌سی تعطیل شد.

### تلویزیونی
در سال ۲۰۰۷ میلادی، بخش جهانی بی‌بی‌سی اعلام کرد که در پی تأسیس یک تلویزیون به زبان فارسی است.
تلویزیون فارسی بی‌بی‌سی پخش برنامه‌های خود را از روز ۱۴ ژانویهٔ ۲۰۰۹ میلادی، (۲۵ دی ۱۳۸۷ خورشیدی) آغاز کرد و هر روز از ساعت ۱۷:۰۰ به وقت ایران و ۱۳:۳۰ به وقت گرینویچ شروع به کار می‌کند.

### اینترنتی
وبگاه فارسی بی‌بی‌سی، وبگاه خبری فارسی‌زبان رادیو بی‌بی‌سی است که در سال ۱۳۷۹ راه‌اندازی شد.
وبگاه فارسی بی‌بی‌سی در ماه مه ۲۰۰۱ راه‌اندازی شد. این وبگاه در چندین صفحهٔ جداگانه مانند صفحهٔ نخست (خبرهای جهان، ایران و منطقه)، صفحهٔ ایران، افغانستان، تاجیکستان، جهان، فرهنگ و هنر، دانش و فن، اقتصاد و بازرگانی، نگاه ژرف، جدیدترین اخبار، عکس و ویدئو، گزارش‌ها و تحلیل‌ها را در این زمینه‌ها به کاربران ارائه می‌دهد. این وبگاه توسط حکومت جمهوری اسلامی، در تاریخ نامعلومی از دسترس خارج شد.

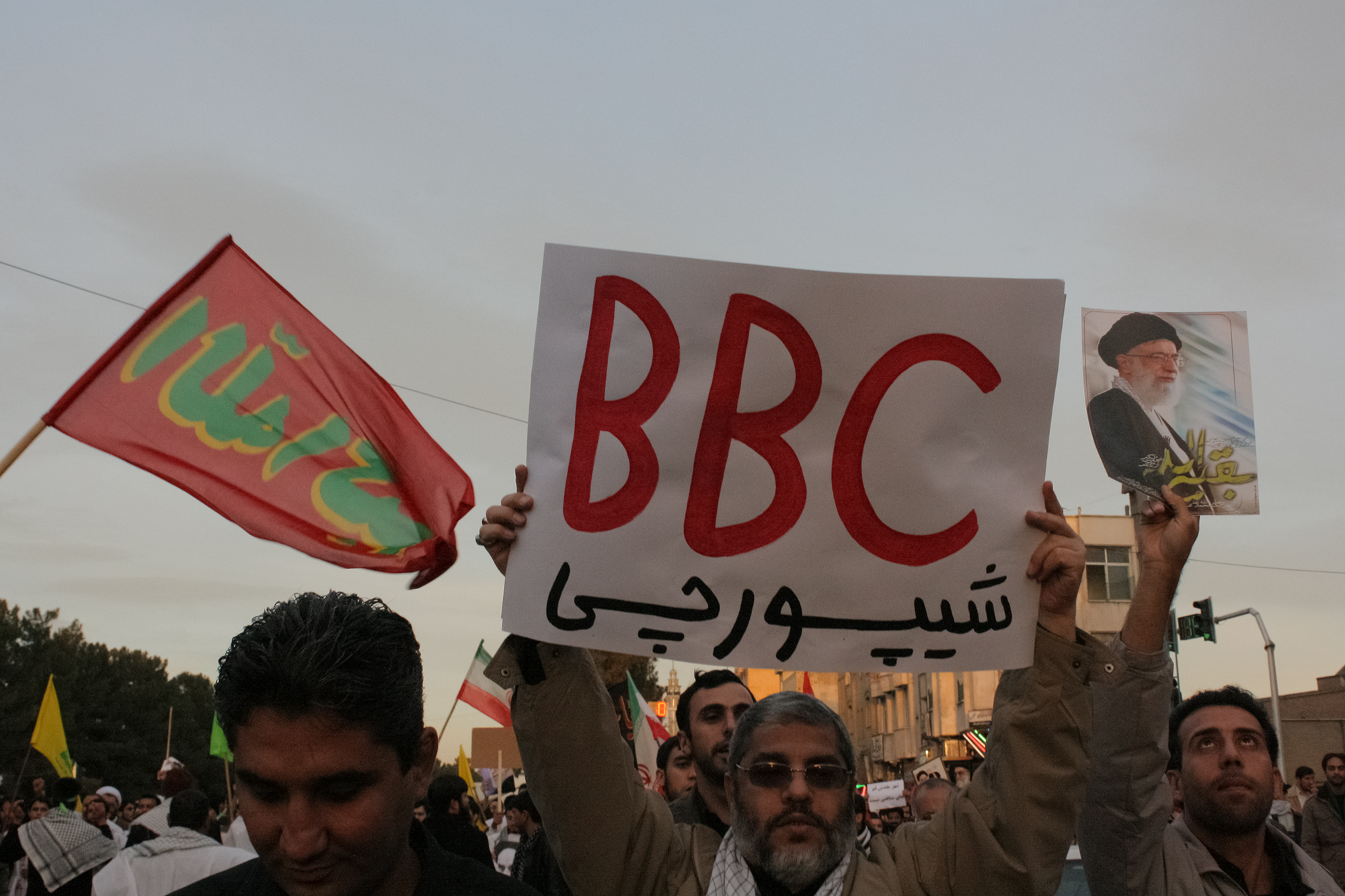
یک منتقد رسانه بی‌بی‌سی در سال ۱۳۸۸ با یک پلاکارد اعتراضی که بر روی آن نوشته شده‌است: «بی‌بی‌سی شیپورچی»

## انتقادات
در سال ۲۰۰۹ شبکهٔ پخش خبری زنده بی‌بی‌سی فارسی راه‌اندازی شد. بودجه سالانهٔ این شبکه ۱۵ میلیون پوند (تقریبا ۱۸ میلیون دلار) است. افتتاح این شبکهٔ خبری فارسی‌زبان از همان ابتدا با ابراز نگرانی مقامات جمهوری اسلامی ایران همراه بود. مقامات ایران این نگرانی را داشتند که این شبکهٔ خبری زنده، تبدیل به سخنگوی منتقدان حکومت می‌شود. غلامحسین محسنی اژه‌ای، وزیر وقت اطلاعات ایران، پیش از انتخابات ریاست جمهوری مناقشه‌برانگیز سال ۱۳۸۸ گفت: «برخی از سرویس‌های جاسوسی ممکن است از کانال‌های روزنامه‌نگاری برای فعالیت‌های خود استفاده کنند، که این امر پیش از انتخابات [ریاست جمهوری] افزایش می‌یابد.» اما بهروز آفاق، رئیس منطقه‌ای آسیایی و اقیانوس آرام سرویس جهانی بی‌بی‌سی که شامل ایران نیز می‌شود، در گفتگویی با فایننشال تایمز گفت که تلویزیون فارسی بی‌بی‌سی «تریبونی علیه هیچ شخص خاصی نیست» و بی‌بی‌سی فارسی [در بخش‌های خبری] پذیرای مقامات ایرانی نیز خواهد بود. با این وجود بهروز آفاق پوشش اخبار ایران از لندن «دشوار» خواهد بود؛ بنابراین یک ماه پیش از افتتاح رسمی بی‌بی‌سی فارسی، تعدادی از روزنامه‌نگاران در ایران به جرم تهیه اخبار و گزارش برای این شبکه دستگیر شدند. این دستگیری‌ها توسط حکومت ایران، به تلاشی برای ایجاد ارعاب و ترس برای متوقف کردن هرگونه همکاری آیندهٔ روزنامه‌نگاران داخلی با بی‌بی‌سی فارسی تعبیر شد. در ادامه نیز حکومت ایران، درخواست بی‌بی‌سی فارسی برای افتتاح دفتر در ایران را رد کرد.

### بی‌طرفی
بی‌بی‌سی فارسی تاکنون از طرف تعداد بسیار مختلفی از جریان‌ها، به بی‌طرفی متهم شده‌است. حکومت ایران و طرفداران آن، سلطنت‌طلبان و جریان‌های دیگر، هر کدام به نوبهٔ خود، بی‌بی‌سی را به خصومت با خود متهم می‌کنند. حتی برخی از سلطنت‌طلبان معتقد هستند که «بی‌بی‌سی آخوندها را سر کار آورده‌است» و از بی‌بی‌سی با عنوان «آیت‌الله بی‌بی‌سی» یاد می‌کنند.
صادق صبا، مدیر وقت بی‌بی‌سی فارسی در پاسخ به این اتهامات می‌گوید که «زیبایی کار بی‌بی‌سی واقعاً همینه؛ که کسی واقعاً از ما راضی نیست پس نشون میده که ما کارمان را درست انجام می‌دهیم. بسیاری از مردم ایران فکر می‌کنند که کار رسانه این است که از گروه‌های خاصی حمایت کند. اما کاری که ما می‌کنیم یک انقلاب در فرهنگ رسانه‌ای مردم است، و اون اینه که بی‌طرف باشیم و نظر تمام افراد را منعکس کنیم و بینندگان [خودشان] تصمیم بگیرند.» صبا اضافه کرد که اگر بی‌بی‌سی برای نمونه با عبدالمالک ریگی یا بنیامین نتانیاهو مصاحبه می‌کند، معنایش این نیست که ما از آن‌ها خوشمان می‌آید. بلکه به این معنی است که حرف آن‌ها هم مهم است و نظرات آن‌ها هم باید شنیده شود.
در سال ۲۰۱۴ صادق صبا، مدیر وقت بی‌بی‌سی فارسی در مصاحبه‌ای در پاسخ به این سؤال که «برخی بینندگان بی‌بی‌سی فارسی معتقد هستند که این شبکه بی‌طرف نیست و از نظرات طرفداران حکومت ایران و در مقابل، از طرفداران براندازی حکومت ایران، کمتر استفاده می‌کند» گفت: «این مشکل دربارهٔ حکومت ایران درست است. پیش از تأسیس تلویزیون فارسی بی‌بی‌سی تلاش‌هایی صورت گرفت که این شبکه دفتری در ایران افتتاح کند و صحبت‌هایی هم با مقامات ایرانی داشتیم؛ اما در نهایت مقامات ایرانی تصمیم گرفتند که به بی‌بی‌سی فارسی دفتر ندهند و بعدها هم [در مقابل بی‌بی‌سی فارسی] حالت خصومت گرفتند و بنابراین با ما صحبت نمی‌کنند … ما طبق منشور بی‌بی‌سی موظف هستیم تمام دیدگاه‌ها را در برنامه‌های خودمون پوشش بدیم اما متأسفانه آن‌ها [حکومت ایران] تصمیم گرفته‌است که با ما صحبت نکند.» به همین دلیل وی یکی از «کمبودهای بزرگ در بی‌بی‌سی فارسی» را عدم دسترسی به مقامات ایرانی و «انعکاس نظرات آن‌ها دانست.» صادق صبا البته اضافه کرد که با وجود این محدودیت‌ها، ما سعی را می‌کنیم که نظرات دولت ایران را در برنامه‌هایمان انعکاس بدهیم.
وی در پاسخ به این سؤال که چرا در برنامه‌ها بیشتر صحبت‌های افراد اصلاح‌طلب یا اعتدال‌گرا پوشش داده می‌شود گفت: «پوشش دیدگاه‌های افراد اصلاح‌طلب یا اعتدال‌گرا یا میانه‌رو به این دلیل زیاد است که تعداد این افراد در جامعه بیشتر است. بیشتر کارشناسان ما از دانشگاهیان یا روزنامه‌نگارانی هستند که در صحبت‌هایشان، اغلب اعتدال را رعایت می‌کنند و به جای موضع‌گیری، توضیح می‌دهند … با وجود این، در بی‌بی‌سی فارسی بارها کسانی را آورده‌ایم که کلا همه چیز را نفی می‌کنند؛ نه در مورد مسائلی که فقط در ایران می‌گذرد؛ بلکه در مورد مسائل افغانستان و سایر نقاط جهان؛ کسانی اینجا بودند که در مورد اسرائیل صحبت کردند که کل دولت اسرائیل را نفی می‌کنند؛ بنابراین اگر فقط بیاییم و فقط نظرات آن‌ها را مطرح بکنیم، این بازتاب واقعیت‌ها در جامعهٔ ایران و دیگر جوامع نخواهد بود.»

### کودتای ۲۸ مرداد
دولت بریتانیا برای پیشبرد تبلیغات خود علیه محمد مصدق از رادیوی فارسی بی‌بی‌سی هم استفاده می‌کرد و بارها مطالب ضدّ مصدق از این رادیو پخش شد به‌طوریکه کارمندان ایرانی این رسانه دست به اعتصاب زدند. در بیست و یک ژوئیه ۱۹۵۱ میلادی یکی از مقام‌های وزارت امور خارجه بریتانیا از سفیر کشورش در ایران به خاطر پیشنهادهای وی در بهبود برنامه‌های رادیویی علیه مصدق تشکر کرده‌است: «بی‌بی‌سی تا اینجا اغلب نکاتی که شما فهرست کرده‌اید انجام داده‌است. اگر اطلاعات بیشتری بدهید که چگونه می‌توان برنامه‌ها را مؤثرتر کرد تا به همان ترتیب اجرا شود. ضمناً باید از حمله به طبقات حاکم اجتناب کنیم؛ چرا که احتمال دارد بخواهیم با حکومتی که از همان طبقات پس از سقوط مصدق تشکیل می‌شود کار کنیم». براساس گزارش دونالد ویلبر، کارشناس سیا در ایران، اسدالله رشیدیان به شاه گفت که از رادیو فارسی بی‌بی‌سی هم درخواست کمک شده تا شاه اطمینان یابد که دولت‌های آمریکا و بریتانیا طرح کودتا را تأیید کرده‌اند. او می‌گوید که قرار شد که رادیوی فارسی بی‌بی‌سی جمله «الان نیمه شب است» را به «الان دقیقاً نیمه شب است» تغییر دهد تا شاه آن را بشنود و مطمئن شود که طرح سرنگونی را آمریکا و بریتانیا حمایت می‌کنند. به نظر می‌رسد که این موضوع صرفاً برای جلب حمایت شاه از کودتا با او در میان گذاشته شده باشد؛ زیرا رادیوی فارسی بی‌بی‌سی هرگز برنامه‌ای در دوازده شب نداشته‌است.

### انتقاد از سوی حکومت محمدرضا پهلوی
در دوره حکومت محمدرضا پهلوی، گزارش بی‌بی‌سی فارسی دربارهٔ مرگ ناصر عامری، دبیرکل حزب مردم دریک حادثه رانندگی و همچنین پخش هم‌زمان برنامه انتقادی پانوراما از تلویزیون بی‌بی‌سی در بریتانیا منجر به بسته شدن دفتر بی‌بی‌سی و اخراج مسئول این دفتر از ایران شد.

### نقش بی‌بی‌سی بر جریان انقلاب ۱۳۵۷ ایران
شبکه بی‌بی‌سی در جریان انقلاب ۱۳۵۷ ایران حمایت گسترده‌ای از آیت‌الله خمینی انجام داد و انتقادات زیادی بر رژیم پهلوی وارد کرد. به همین دلیل نیز استفاده از نام مستعار «آیت‌الله بی‌بی‌سی» برای این شبکه در بین مردم ایران رواج پیدا کرد.
ارتشبد عباس قره‌باغی به ویلیام سالیوان سفیر وقت آمریکا، گفته بود: «یک طرح عملیات براندازی کامل علیه دولت ایران اجرا می‌شود و روزبروز هم شدیدتر می‌گردد. این همه تبلیغات که به وسیله بی‌بی‌سی علیه دولت و به نفع مخالفان و آقای خمینی صورت می‌گیرد چیست؟». قره‌باغی در ملاقاتش با آنتونی پارسونز نیز مسئله تبلیغات رادیو بی‌بی‌سی علیه دولت ایران را مطرح می‌کند و می‌گوید با روابط حسنه دو کشور مغایرت دارد آیا ممکن است به نشانه دوستی متقابل، دربارهٔ برنامه این رادیو اقدام کنید تا دولت حاضر در انجام برنامه‌های اصلاحی خود موفق گردد؟ سفیر در جواب اظهار داشت: متأسفانه این مطلب صحیح است ولی رادیو بی‌بی‌سی یک رادیوی آزاد است اگر چه بودجه و هزینه‌اش را دولت انگلستان می‌پردازد، ولی در کیفیت برنامه‌های آن، دولت نمی‌تواند دخالت داشته باشد. حتی غالباً علیه خود دولت انگلستان هم مطلب پخش می‌نماید و همیشه به‌طور آزاد عمل می‌کند!. قره‌باغی می‌نویسد: «جریان مذاکرات و اظهارات سفیر بریتانیا را به اعلیحضرت عرض کردم. در مورد بی‌بی‌سی فرمودند: «بلی، متأسفانه همیشه همین جواب را داده‌اند.»»
ویلیام سالیوان در کتاب خود با عنوان «مأموریت در ایران» می‌نگارد: «شاه سپس زبان به شکوه و شکایت از رادیو بی‌بی‌سی و اخبار و گزارش‌های این رادیو دربارهٔ اوضاع ایران گشود و گفت که این رادیو در مقابل حکومت او جبهه گرفته و به تبلیغ نظرات و انتقادات مخالفان پرداخته‌است.»
ژنرال رابرت هایزر در کتاب خود «مأموریت در تهران» می‌نویسد: «ارتشبد حسن طوفانیان پرسید آیا آمریکا نمی‌تواند صدای بخش فارسی بی‌بی‌سی را خفه کند؟ او می‌گفت: ایرانیان، پیر و جوان رادیو ترانزیستوری همراه دارند. از آن جا که نیروهای مخالف، رادیو داخلی را از کار انداخته بودند. به اعتقاد وی اخبار بی‌بی‌سی از کمونیسم و خمینی حمایت می‌کرد و کاملاً علیه شاه و دولتش حرکت می‌کرد.»
مارک داد، رئیس بخش شرقی بی‌بی‌سی در ۱۱ مهر ۱۳۵۷ در پاسخ به اعتراض‌های پرویز راجی سفیر ایران در انگلستان، گفت: «شما چطور از بی‌بی‌سی انتظار دارید در مورد واقعیتی به نام خمینی که اینک به صورت یک عامل عمده در موازنه سیاسی ایران خودنمایی می‌کند، بی‌تفاوت بماند؟ و ضمن آن هم البته باید به این حقیقت اشاره کنم که چون برنامه فارسی بی‌بی‌سی هرگز سخنان انقلابی خمینی را پخش نکرده، به همین دلیل نیز مواجه با نامه‌های متعددی از سوی ایرانیان بوده که بی‌بی‌سی را به عدم توجه نسبت به حرکت عظیم مردم در ایران متهم کرده‌اند و می‌گویند: چطور بی‌بی‌سی که خود را منادی دموکراسی و آزادی می‌داند، در مورد خواسته‌های مردم ایران این‌طور بی‌اعتنا مانده‌است؟»
سپهبد امیرحسین ربیعی به هایزر یک نمونه ارائه داده بود: شب قبل بی‌بی‌سی به دروغ گزارش داده‌است که ربیعی قصد استعفا دارد. این دروغ در سراسر کشور شنیده شده و در میان غیرنظامیان و نظامیان ایجاد نگرانی کرده‌است. او تلفن‌باران شده و همه او را متهم کرده‌اند که در حالی‌که اوضاع خراب شده‌است، شانه خالی می‌کند. چرا آمریکا بی‌بی‌سی را زیر کنترل قرار نداده‌است؟ آمریکا روابط نزدیکی با بریتانیا دارد، چرا ما نباید خواستار قطع این برنامه‌ها شویم؟ هایزر در مورد این سخنان می‌نویسد: «حرف‌های ربیعی یکپارچه اصرار بود و حالت تدافعی پیدا کرده بود. به معنای واقعی ایرانی آن، همه مسئولیت‌ها را بر گردن دیگری می‌انداخت.»
دولت جعفر شریف‌امامی در هفتم آبان ۱۳۵۷ اعلام کرد تفسیرهای پخش شده از طرف بی‌بی‌سی باعث خرابکاری، ویرانی و چند مورد آتش‌سوزی عمدی شده‌است. محمدرضا عاملی تهرانی وزیر اطلاعات و جهانگردی در یک کنفرانس مطبوعاتی گفت «در حالی که پخش خبرهای ایران هیچ ایرادی ندارد، اما باید توجه این ایرانیان (کسانی که برای بی‌بی‌سی کار می‌کنند) را به این حقیقت جلب کنم که تفسیرهایی که از این رادیو پخش می‌کنند، باعث خرابکاری، نابودی و چند مورد آتش‌سوزی عمدی شده‌است.»
به موجب تحقیقی که «سفارت ایران در لندن» در خرداد ۱۳۵۷ به عمل آورد، معلوم شد که در بخش فارسی رادیو بی‌بی‌سی، ۲۴ نفر ایرانی به عنوان خبرنگار، تحلیل‌گر، نویسنده، مترجم و گوینده کار می‌کنند که بیشترشان تمایلات ضد رژیم شاه دارند و چون در کارشان از آزادی عمل نسبی برخوردارند، از تهیه و انتشار اخبار داغ و هیجان‌انگیز علیه رژیم فروگذاری نمی‌کنند.
محمدرضا پهلوی مدعی بود سرنگونی حکومت او توسط ترکیبی از روحانیون، حزب توده و شرکت‌های نفتی، رسانه‌های غربی و کابینه‌های جیمی کارتر و مارگارت تاچر صورت گرفت. او می‌نویسد: «رویه بنگاه سخن‌پراکنی انگلستان (بی‌بی‌سی) نیز شگفت‌آور بود. از آغاز سال ۱۹۷۸م برنامه‌های فارسی این بنگاه صریحاً و علناً در مخالفت و ضدیت با من تنظیم می‌شد. گویی یک دست نامرئی همه این برنامه‌ها را تنظیم و رهبری می‌کند.»
جعفر شریف‌امامی و وزیر خارجه او امیرخسرو افشار در ملاقات با آنتونی پارسونز از تأثیر سوء برنامه‌های بی‌بی‌سی در روحیه مردم ایران نگران بودند. به گفته پارسونز، «برای رهبران کشورهای جهان سوم که وسایل ارتباط جمعی، به خصوص دستگاه‌هایی را که با بودجه دولت اداره می‌شوند، در اختیار و کنترل خود دارند باور کردن این موضوع دشوار است که دستگاهی که با کمک دولت اداره می‌شود، فارغ از کنترل دولت باشد. به افشار توصیه کردم که حل این مشکل را به پرویز راجی سفیر ایران در انگلستان واگذار کنند»
پرویز راجی می‌گوید: «به بی‌بی‌سی رفتم و دو ساعت با جرالد مانسل و همکارانش چانه زدم. حرف من این بود که مگر این فرستنده متعلق به کشوری نیست که به عنوان متحد نظامی ایران تلقی می‌شود؟ و مگر فرستنده‌ای که مستقیماً از بودجه دولت بریتانیا تغذیه می‌کند توان آن را دارد که مطالب برنامه‌های خارجی خود را بدون کسب نظر وزارت خارجه بریتانیا پخش کند؟ البته ما به هیچ‌وجه اهمیتی نمی‌دهیم که بی‌بی‌سی به جای مساعدت و همکاری با ما به وسیله‌ای برای پخش و اشاعه نظرات مخالفان رژیم تبدیل شود ولی این واقعاً درست است که ایران علاوه بر پرداخت‌های گزاف به دولت بریتانیا بابت خریدهای نظامی و بازرگانی، مبالغی هم بابت جلوگیری از دشنام‌ها و تهمت‌های بی‌بی‌سی خرج کند؟ مانسل چندبار مسئله بی‌طرفی بی‌بی‌سی را متذکر شد و در خلال صحبت‌هایش نیز به این مسئله اشاره کرد که: هرگز نمی‌توان موردی را نشان داد که بی‌بی‌سی صرفاً به پخش نظرات مخالفان رژیم ایران پرداخته باشد. علاوه بر این نیز مانسل اصرار داشت ثابت کند که دلیل بی‌اعتقادی و عدم علاقه مقامات تهران به بی‌بی‌سی را باید در زمان‌های گذشته جستجو کرد و آن را ناشی از گفتارهای بی‌بی‌سی علیه رضاشاه در اواخر سلطنت او دانست و بعد هم از من پرسید نمی‌دانم آیا شانسی برایم وجود دارد که در سفر آینده خود به هندوستان توقفی هم در تهران داشته باشم و با مقامات ایرانی تبادل نظر کنم یا نه؟ البته به شرطی که در تهران فقط ننشینم و به موعظه گوش دهم.»
کریستوفر دیویدسون در کتاب «جنگ‌های سایه: مبارزه پنهان برای خاورمیانه» به صورت مشابهی توضیح می‌دهد شبکه بی‌بی‌سی فارسی که در دهه ۱۹۵۰ میلادی (در دوره ملی‌سازی صنعت نفت و در جریان کودتای ۲۸ مرداد) کاملاً از شاه در مقابل مصدق حمایت کرده بود، در دوره انقلاب ۱۳۵۷ ایران به انتقادات سنگین از شاه دست می‌زد که برهمین اساس مردم ایران اذعان داشتند که انگلستان شروع به پشتیبانی مخفیانه از آیت‌الله خمینی کرده‌است و به دلیل همین مردم در این دوره شبکه بی‌بی‌سی را آیت‌الله بی‌بی‌سی خطاب می‌کردند.
رونان برگمن در صفحه ۱۲ کتابش «جنگ پنهان با ایران» اذعان دارد که شبکه بی‌بی‌سی فارسی به خمینی جایگاه داد. بی‌بی‌سی با پخش مرتب برنامه دربارهٔ خمینی، او را رهبر بی‌چون و چرای نهضت انقلابی مردم ایران کرد.
مارک کرتیس در کتاب «روابط مخفی: هم‌دستی بریتانیا با اسلام تندرو» به این نکته اشاره دارد که در دوره انقلاب ۱۳۵۷ ایران، بی‌بی‌سی به صورت گسترده‌ای به عنوان آیت‌الله بی‌بی‌سی در تهران شناخته می‌شد، زیرا که به علت گزارش‌های منتقدانه بی‌بی‌سی علیه شاه بسیاری از مردم به این باور رسیدند که انگلستان به صورت ضمنی در حال قدرت بخشیدن به اسلام‌گراهای طرفدار آیت‌الله‌ها است.
ویلیام انگداهل نیز در کتابش «یک قرن جنگ، سیاست‌های نفتی آمریکایی انگلیسی و قدرت جدید جهانی» بر این موضوع تأکید دارد که بی‌بی‌سی به علت پشتیبانی‌اش از اسلام‌گرایان ایران، در دورهٔ انقلاب ۱۳۵۷، به نام مستعار آیت الله بی‌بی‌سی در ایران خطاب می‌شد.

### انتخابات ریاست جمهوری ۸۸
در پی اعتراضات سراسری به نتایج دهمین دوره انتخابات ریاست جمهوری ایران، بی‌بی‌سی و به‌خصوص بخش فارسی بی‌بی‌سی، از سوی مقامات نظام جمهوری اسلامی ایران، متهم شد که «در کانون جنگ روانی قرار دارد و تظاهرات خیابانی را سازمان می‌دهد».

## جوایز و افتخارات
- در سال ۲۰۰۶ میلادی، آکادمی جهانی هنر، ادبیات و رسانه به وبگاه فارسی بی‌بی‌سی، جایزهٔ بهترین وبگاه خبری فارسی آکادمی جهانی هنر، ادبیات و رسانه را اهدا کرد.[۵۵]
- در سال ۲۰۰۹، اتحادیه رادیو و تلویزیون‌های بین‌المللی (AIB) جایزه 'واضح‌ترین پوشش یک حادثه خبری' را به تلویزیون فارسی بی‌بی‌سی داد.[نیازمند منبع]
- این جایزه به خاطر گزارشی ۲۶ دقیقه‌ای به نام «انتخاباتی که ایران را لرزاند» به بخش فارسی بی‌بی‌سی داده شد که بر اساس حوادث پس از انتخابات ریاست جمهوری ایران، مشترکاً توسط سیما علی‌نژاد، مجید خیام‌دار و پاتریک هوبارد تهیه شده بود.[نیازمند منبع]
- در سال ۲۰۰۹ بخش تلویزیونی بی‌بی‌سی فارسی موفق به کسب جایزه هات‌برد (Hotbird) شد.[نیازمند منبع]
- نیوزویک، در سال ۲۰۰۹ میلادی، بخش فارسی بی‌بی‌سی را در رده «۱۸امین شخصیت قدرتمند در ایران» قرار داد.[۵۶]
- کسب جایزهٔ بهترین برنامهٔ سال را از طریق کمپانی یوتلست برای مستندِ «از کابل تا لندن با شکسپیر»، که تهیه‌کنندگی آن را طاهر قادری بر عهده داشته‌است.[نیازمند منبع]
- در سال ۲۰۱۴ میلادی، جشنواره بین‌المللی نیویورک، برنامه رادیویی چمدان از برنامه‌های بی‌بی‌سی فارسی را در فهرست برترین آثار مستند رادیویی جهان در سال ۲۰۱۳ قرار داد.[۵۷][کدام جشنواره بین‌المللی؟]

## کارکنان
برخی از این کارکنان در حال حاضر در تلویزیون بی‌بی‌سی فعال نیستند.
- صادق صبا متولد رشت، رئیس سابق بخش فارسی بی‌بی‌سی است. او مدیر رادیو، تلویزیون و وبگاه بی‌بی‌سی فارسی بوده‌است. کارشناسی حقوق خود را از دانشگاه تهران، کارشناسی ارشد را از انگلستان و دکترای خود را از مدرسه اقتصاد لندن گرفته‌است. او به مدت ۲۰ سال در بی‌بی‌سی کار کرد.[۳۲]
- رزیتا لطفی، رئیس فعلی بخش فارسی بی‌بی‌سی و جایگزین صادق صبا است. وی فارغ‌التحصیل زبان انگلیسی از دانشگاه تهران است و در مدرسه مطالعات شرق‌شناسی و آفریقای دانشگاه لندن در رشته مطالعات خاورمیانه تحصیل کرده‌است. او در سال ۱۹۹۶ به عنوان تهیه‌کننده به بخش فارسی پیوست و مسئولیت‌های مختلفی در بخش‌های خبری بی‌بی‌سی داشته‌است.[۵۸]
- نادر سلطانپور، حرفه روزنامه‌نگاری را در هفته‌نامه‌ای به‌نام «صدای فارسی» در کانادا آغاز کرد که در استان انتاریو برای فارسی‌زبانان ارائه می‌شد. سلطان پور از زمانی که بی‌بی‌سی فارسی راه‌اندازی شد به‌عنوان یک مجری اصلی کار خود را آغاز کرد و برنامه‌های سیاسی و مصاحبه با اشخاص برجسته سیاسی داخلی و خارجی را بر عهده دارد و به‌عنوان یکی از مجریان اصلی برنامه‌های خبری این شبکه معرفی شد.[۵۹]
- جمال‌الدین موسوی از مجریان برنامه‌های خبری و سیاسی تلویزیون فارسی بی‌بی‌سی است.[۶۰] او روزنامه‌نگاری را از شهر مشهد شروع کرد و سال‌ها سردبیر یک نشریه محلی در این شهر بود. نشریه‌ای که برای پناهندگان افغانستانی چاپ می‌شد. در همین حال جمال الدین موسوی مدیر یک پروژه کمیساریای عالی سازمان ملل متحد در امور پناهندگان در مشهد بود که به آموزش کامپیوتر و روزنامه‌نگاری به افغان‌ها می‌پرداخت. او از سال ۲۰۰۱ کارش را بی‌بی‌سی با برنامه «بازگشت» شروع کرد. برنامه‌ای مشترک بین کمیساریای عالی سازمان ملل متحد و بخش فارسی بی‌بی‌سی. پس از آن او همکاری اش را با رادیو و وبگاه فارسی بی‌بی‌سی ادامه داد و به استخدام این شبکه درآمد. در سال ۲۰۰۹ و با آغاز کار تلویزیون فارسی بی‌بی‌سی او از جمله نخستین مجریان این شبکه خبری بود.[۶۱] جمال الدین موسوی سال‌ها در افغانستان، ایران، امارات متحده عربی و بریتانیا به عنوان روزنامه‌نگار بی‌بی‌سی کار کرده‌است و مقالات متعددی از او در وبگاه فارسی بی‌بی‌سی منتشر شده‌است. او حالا از مجریان برنامهٔ «شصت دقیقه» و برنامهٔ «صفحه دو» بی‌بی‌سی فارسی است.
- فرناز قاضی‌زاده، سال‌ها در روزنامه‌های ایرانی فعالیت کرده‌است. او از سال ۱۳۷۵ کارش را در مطبوعات شروع کرده و در سال‌های طولانی توقیف و باز توقیف مطبوعات، در روزنامه‌ها و مجله‌های زیادی کار کرد او در سال ۱۳۷۹ در صدا و سیمای جمهوری اسلامی ایران نیز به‌عنوان مجری در یک برنامه علمی به نام کاوش فعالیت می‌کرد. فرناز قاضی‌زاده همسر سینا مطلبی است که در سال ۱۳۸۲ به دلیل نوشته‌هایش بازداشت شد و این دلیلی شد که فرناز به همراه خانواده‌اش، ایران را ترک و به هلند و سپس به انگلستان برود. در سال ۲۰۰۵ او به همراه مسعود بهنود، نوشابه امیری، هوشنگ اسدی و حسین باستانی، عضو گروه اولیه بود که روزنامه اینترنتی روز آنلاین را راه‌اندازی کردند و برای مدتی در آن کار کرد. در فوریه ۲۰۰۵، فرناز به عنوان تهیه‌کننده رادیو، به استخدام بی‌بی‌سی فارسی درآمد و علاوه بر تهیه گزارش، به عنوان مجری برنامه‌های رادیویی، جام جهان‌نما، چشم‌انداز بامدادی، روز هفتم و صدای شما کار کرد تا اینکه در سال ۲۰۰۹ به عنوان مجری تلویزیون فارسی بی‌بی‌سی کار خود را آغاز کرد.
- کسری ناجی، روزنامه‌نگار با سابقه شبکه‌های بی‌بی‌سی، سی‌ان‌ان، ان‌بی‌سی و چندین رسانه بین‌المللی دیگر است. مقالاتی از او در روزنامه‌های گاردین، فایننشال تایمز، اکونومیست و لس آنجلس تایمز به چاپ رسیده‌است. او که به هنگام روی کار آمدن محمود احمدی‌نژاد در تهران فعالیت می‌کرد کتابی نوشت به نام «احمدی‌نژاد: داستان ناگفته رهبر تندروی ایران» که در لندن منتشر شد.
- فرداد فرحزاد، روزنامه‌نگار و مجری شبکه تلویزیونی بی‌بی‌سی فارسی و متولد بندر انزلی است. از سال ۲۰۰۶ میلادی همکاریش را با بخش فارسی بی‌بی‌سی شروع کرد. گزارش‌های ویدئویی او از امارات و دیگر و کشورهای حاشیه خلیج فارس، نخستین گزارش‌های تصویری در بی‌بی‌سی فارسی بود. پیش از بی‌بی‌سی با چند تلویزیون و رسانه دیگر در دوبی و آمریکا همکاری داشت.
- شهریار رادپور، از کارمندان سابق بخش فارسی بی‌بی‌سی است. شهرت او علاوه بر تهیه گزارش‌های رادیویی و اجرای برنامه‌ها، عبارت "اینجا لندن است، رادیوی بی‌بی‌سی " است که سال‌ها در ابتدای برنامه‌های رادیوی فارسی بی‌بی‌سی، با صدای او پخش می‌شد. او از سال ۱۳۵۵ (۱۹۷۶ م) در بنگاه خبری بی‌بی‌سی مشغول به فعالیت شده و پیش از آن در تلویزیون ملی ایران مشغول به کار بوده‌است. از او هم‌اکنون بیشتر به عنوان کارشناس امور بریتانیا در مصاحبه‌های مختلف استفاده می‌شود.[۶۲]
- پونه قدوسی، روزنامه‌نگار ایرانی است. پونه قدوسی در بخش فارسی بی‌بی‌سی فعالیت می‌کند و به همراه سیاوش اردلان و ستار سعیدی یکی از مجریان برنامهٔ نوبت شما است.
- سیاوش اردلان، مدت زیادی با رادیو فردا کار می‌کرد اما سپس در بخش فارسی بی‌بی‌سی مشغول به کار شد. او یکی از مجریان اصلی برنامه «نوبت شما» است و گاهی با او به عنوان کارشناس امور سیاسی گفتگو می‌شود.
- فرزاد کاظم‌زاده
- ستار سعیدی، روزنامه‌نگار افغان است. او در سال ۱۳۵۴ خورشیدی در شهر هرات افغانستان متولد شد و در شهر مشهد ایران رشد یافت.[۶۳] سعیدی از سال ۱۳۷۷ خورشیدی در مشهد در برخی نشریات ایرانی و نشریات مهاجرین افغان فعالیت داشت. در سال ۱۳۸۱ او به هرات رفت و با نشریه آوای نو همکاری داشت. پس مدتی به عنوان روزنامه‌نگار بی‌بی‌سی ابتدا در کابل و سپس در لندن فعالیت داشت[۶۳]
- ناجیه غلامی، روزنامه‌نگار افغانی شبکه تلویزیونی بی‌بی‌سی فارسی است. وی در سال ۲۰۰۱ حرفه روزنامه‌نگار رادیویی و تلویزیونی را به‌عنوان گزارشگر بی‌بی‌سی در شهر مشهد آغاز کرد. غلامی نخستین روزنامه‌نگاری بود که ازسوی شبکه بی‌بی‌سی در ایران برای فعالیت‌های خبری خود، از مسئولان جمهوری اسلامی ایران مجوز کار گرفت و برای مدتی نیز کار خبری را در ایران دنبال کرد.[۵۹]
- مسعود بهنود، نویسنده، روزنامه‌نگار و فیلمساز ایرانی است. وی کارش را به عنوان روزنامه‌نگاری از سال ۱۳۴۲ شروع کرده‌است. او بیش از بیست روزنامه و مجله را تأسیس کرده‌است و تاکنون پانزده کتاب تألیف کرده‌است. پس از راه‌اندازی شبکه تلویزیونی بی‌بی‌سی بخش فارسی با این شبکه همکاری می‌کند.
- بهزاد بلور، مدت‌ها مجری برنامه «روز هفتم» در رادیو بی‌بی‌سی فارسی بود که ترانه‌های درخواستی شنوندگان را پخش می‌کرد یا با هنرمندان عرصه موسیقی مصاحبه می‌کرد. او با راه‌اندازی تلویزیون فارسی به این شبکه پیوست و مجری برنامه «کوک» شد که با خوانندگان و نوازندگان معروف یا نوپای ایرانی، افغان و تاجیک مصاحبه می‌کند و برنامه‌هایی را در مورد زندگی و فعالیت‌های ایشان پخش می‌کند.
- نیما اکبرپور، از برنامه‌سازان در تلویزیون فارسی بی‌بی‌سی و مجری برنامه کلیک، با موضوع فناوری در آن شبکه تلویزیونی است. وی تحصیلاتش را در رشته مهندسی کامپیوتر و در گرایش نرم‌افزار در دانشگاه آزاد اسلامی واحد لاهیجان به پایان برده‌است. نوشتن را به‌طور جدی با وبلاگش عصیان آغاز کرد و در هفته‌نامه چلچراغ ادامه داد. آخرین مسئولیتی که در این هفته‌نامه داشت معاونت سردبیری و در چند ماه آخر به عنوان جانشین سردبیر بود.[۶۴]
- علی همدانی، (زادهٔ ۱۳ اردیبهشت ۱۳۶۴ در تهران) از برنامه‌سازان در تلویزیون فارسی بی‌بی‌سی است. وی تحصیلاتش را در رشته دکتری دامپزشکی در خرداد ۱۳۸۸، در دانشکده دامپزشکی دانشگاه آزاد اسلامی واحد کرج به پایان برده‌است. او کار روزنامه نامه نگاری را از پایان سال ۲۰۰۵ میلادی، با اجرا و تهیه گزارش‌های رادیویی از فرهنگ روز و سبک زندگی جوانان در ایران برای برنامه‌های زیگزاگ و روز هفتم بخش فارسی رادیوی بی‌بی‌سی و با نام مستعار «زیگعلی» آغاز کرد. شهرت اولیه وی مدیون تهیه گزارش‌ها و گفتگوها با هنرمندان زیرزمینی و تمرکز بر هنر خیابان محور و فرهنگ موازی است. خبرگزاری حکومتی فارس و چند رسانه دولتی دیگر در ایران،[۶۵] وی را عامل مطرح شدن بسیاری از خوانندگان زیرزمینی ایران، معرفی کردند. علی همدانی در سال ۲۰۰۹ برای ادامه فعالیت‌های روزنامه‌نگاری به بریتانیا رفت و کار در بخش فارسی بی‌بی‌سی را با پیوستن به تلویزیون بی‌بی‌سی و در برنامه‌های «امروزی‌ها» و «نوبت شما» پی گرفت. او سپس به اتاق خبر تلویزیون فارسی بی‌بی‌سی پیوست و تاکنون با بسیاری از چهره‌های سرشناس ایرانی و غیرایرانی گفتگوهای رادیو- تلویزیونی انجام داده‌است. علی همدانی روزنامه‌نگار ایرانی است که پس از آزادی آنگ سان سو چی، رهبر دموکراسی‌خواهی برمه و برندهٔ جایزه صلح نوبل از حصر خانگی، در سال ۲۰۱۱ میلادی، با او گفتگوی تلویزیونی انجام داد. آنگ سان سوچی در این گفتگو به حصر خانگی میرحسین موسوی و مهدی کروبی هم اشاره کرد.[۶۶]
- حسین باستانی روزنامه‌نویس و روزنامه‌نگار ایرانی اصلاح‌طلب است که به عنوان کارشناس به تحلیل مسائل سیاسی می‌پردازد.
- خشایار جنیدی روزنامه‌نگار و مستندساز است. او در حال حاضر روزنامه‌نگار بی‌بی‌سی فارسی در استانبول است و در فاصله سال‌های ۲۰۰۶ تا ۲۰۱۴ روزنامه‌نگار این رسانه در واشینگتن بود. خشایار جنیدی تهیه‌کنندهٔ فیلم مستند مهمان‌های ناخوانده تهران است که روایت‌کنندهٔ سفر رهبران بریتانیا، ایالات متحده و شوروی به ایران در جریان جنگ جهانی دوم برای شرکت در کنفرانس تهران است. او بیش از پیوستن به بی‌بی‌سی فارسی، مجری و روزنامه‌نگار صدا و سیما در تهران بود.[نیازمند منبع]
- طاهر قادری، از گزارشگران این شبکه است که به‌ویژه به تهیهٔ گزارش‌هایی در مورد افغانستان می‌پردازد. او مدتی مجری برنامهٔ امروزی‌ها بود.[۶۷]
- نفیسه کوهنورد، خبرنگار بی‌بی‌سی فارسی در بیروت او در روزنامه‌های شرق، همشهری، ایران و شبکه سی‌ان‌ان ترک در تهران سابقه خبرنگاری داشته و از سوی روزنامه همشهری به عنوان خبرنگار اعزامی همشهری به ترکیه سفر کرد و پس از مدتی به عنوان مسئول صفحه سیاست خارجی همشهری منصوب شد.
- بزرگمهر شرف‌الدین، تهیه‌کنندهٔ ارشد خبر. سازنده مستند «خط و نشان رهبر» دربارهٔ علی خامنه‌ای، رهبر ایران. او پیشتر سردبیر هفته‌نامه چلچراغ بود.

## فرکانس‌های پخش ماهواره‌ای
شبکه فارسی بی‌بی‌سی هم‌اکنون از طریق این ماهواره‌ها در دسترس است (به روز شده در ۱۵ تیر ۱۳۹۶)
- ماهواره هاتبرد ۱۳بی: فرکانس ۱۲۳۲۲ افقی سیمبل ریت ۲۷۵۰۰
- ماهواره یوتلست۷ای: فرکانس ۱۰۷۲۱ افقی سیمبل ریت ۲۲۰۰۰
- ماهواره یاهست وای۱ای: فرکانس ۱۱۹۹۶ عمودی سیمبل ریت ۲۷۵۰۰
- ماهواره افغانست۱: فرکانس ۱۱۲۳۱ عمودی سیمبل ریت ۲۷۵۰۰ (قابل دریافت فقط با رسیورهای اچ دی)